# Sings Little Devil and His Other Hits
Sings Little Devil and His Other Hits, samlingsalbum av Neil Sedaka utgivet 1961 på skivbolaget RCA. 

## Låtlista
Singelplacering i Billboard inom parentes. Listplacering i England=UK
1. Little Devil (Neil Sedaka/Howard Greenfield) (#11, UK #9)
2. Oh Carol (Neil Sedaka/Howard Greenfield) (#9, UK #3)
3. You Mean Everything To Me (Neil Sedaka/Howard Greenfield) (#17, UK #45)
4. Run Sampson Run (Neil Sedaka/Howard Greenfield) (#48)
5. The Girl For Me (Sylvester Bradford/Annebelle Thompson)
6. Stairway To Heaven (Neil Sedaka/Howard Greenfield) (#9, UK #8)
7. Calendar Girl (Neil Sedaka/Howard Greenfield) (#4, UK #8)
8. I Must Be Dreaming (Neil Sedaka/Howard Greenfield)
9. Going Home To Mary Lou (Neil Sedaka/Howard Greenfield)
10. The Diary (Neil Sedaka/Howard Greenfield) (#14)
11. What Am I Gonna Do (Neil Sedaka/Howard Greenfield)
12. One Way Ticket (Hank Hunter/Jack Keller)
13. Stupid Cupid (Neil Sedaka/Howard Greenfield)
14. You Got To Learn Your Rhythm And Blues (Neil Sedaka/Howard Greenfield)
15. Sweet Little You (Mann/Kolber) (#59)
16. King Of Clowns (Neil Sedaka/Howard Greenfield) (#45 UK #23)
17. Breaking Up Is Hard To Do (Neil Sedaka/Howard Greenfield) (#1, UK #7)
18. Next Door To An Angel (Neil Sedaka/Howard Greenfield) (#5, UK #29)
19. The Dreamer (Grossman) (#47)
20. Let's Go Steady Again (Neil Sedaka/Howard Greenfield) (#26, UK #42

Fotnot: 13-20 är bonusspår på CD-utgåvan från 1993